# Today We Live
Today We Live ist ein amerikanischer Film von Howard Hawks, der Elemente der Dreiecksgeschichte und des Kriegsfilms miteinander zu verbinden versucht. Die Hauptrollen haben Joan Crawford und Gary Cooper.

## Handlung
Mitte 1916. England und Deutschland befinden sich im Krieg, als der reiche Amerikaner Richard Bogard sich ein stattliches Anwesen in der Grafschaft Kent kauft. Sein Einzug zwingt die bisherige Mieterin Diana „Ann“ Boyce-Smith zum Auszug. Obwohl die junge Frau gerade vom Tod ihres Vaters in der Schlacht erfahren hat, behandelt sie Richard mit aller Höflichkeit und sie zieht ohne Murren ins benachbarte Gästehaus. Kurz darauf nimmt Diana Abschied von ihrem Bruder Ronnie und ihrem besten Freund aus Kindertagen, Claude Hope, die beide in den Krieg ziehen. Claude, der Diana schon immer geliebt hat, bittet sie um ihre Hand sobald der Krieg vorbei sei. Diana willigt freudig ein, nur um sich bald nach dem Abreise ihres Verlobten in den charmanten Richard zu verlieben. Auch Richard will jetzt zur Armee und auch er macht Diana einen Antrag, die sich der Entscheidung jedoch durch die Abreise nach Frankreich entzieht, wo sie auf Ronnie und Claude trifft. Sie meldet sich als Freiwillige in der Ambulanz eines Feldlazaretts. Die Situation verkompliziert sich, als Diana die Nachricht erhält, Richard sei bei einem Trainingsflug ums Leben gekommen.
Gerade als Diana sich Claude hingeben will, der kurz vor einem gefährlichen Feindflug steht, kommt die Nachricht, dass Richard gar nicht tot ist. Die beiden Liebenden treffen sich heimlich, doch wieder entzieht sich Ann durch einen überstürzten Aufbruch einer abschließenden Entscheidung. Richard lernt in der Zwischenzeit Claude kennen und die beiden Männer gehen gemeinsam mit Ronnie auf einen gefährlichen Einsatz. Dabei verliert Claude sein Augenlicht. Diana entscheidet sich endlich, aus Pflichtgefühl bei Claude zu bleiben und nimmt tränenreich Abschied von Richard. Als Claude von Ronnie über Dianas wahre Gefühle in Kenntnis gesetzt wird, beschließen die beiden Männer, sich für Richard und Dianas Glück zu opfern. Sie finden einen ehrenvollen Tod im Kampf, während die beiden Liebenden sich in die Arme fallen und eine glückliche Zukunft beginnen.

## Hintergrund
Joan Crawford war in den späten Stummfilmtagen zu einem der größten MGM-Stars aufgestiegen und hatte besonders durch die Darstellung ambitionierter junger Frauen, die sich aus bitterster Armut an die Spitze der Gesellschaft kämpfen viele Fans gefunden. Mitte 1932 war sie auf eigenen Wunsch für die Hauptrolle der Sadie Thompson in Rain an United Artists ausgeliehen worden. Bei ihrer Rückkehr zu MGM fand sich allerdings keine geeignetes Drehbuch. Das Studio, das vertraglich verpflichtet war, Crawford eine hohe wöchentliche Gage zu zahlen, egal ob sie tatsächlich arbeitete, zwang am Ende Howard Hawks, den Charakter der Diana Boyce-Smith in das bereits abgefasste Drehbuch von Today We Live hineinzupressen. Das Drehbuch basiert auf der Kurzgeschichte Turn About von William Faulkner, die in der Saturday Evening Post erschienen und von Howard Hawks gelesen worden war. Howard Hawks, der als ausgebildeter Pilot eine große Leidenschaft für das Sujet hatte und mit The Dawn Patrol bereits 1930 einen der besten Kriegsfilme gedreht hatte, kaufte die Rechte an der Geschichte. Faulkner, der dafür bei MGM als Drehbuchautor unter Vertrag genommen wurde, schrieb das Drehbuch im Juli 1932 innerhalb weniger Tage.
Im Herbst 1932 sollten die Dreharbeiten beginnen und das Studio wollte zunächst Phillips Holmes für die Hauptrolle verpflichten, als der Produzent Irving Thalberg unvermittelt von Faulkner verlangte, eine passende Rolle für Joan Crawford in das Drehbuch einzufügen. Der Status von Crawford als bedeutendem Star führte zu einigen Umbesetzungen und so wurde am Ende Gary Cooper von Paramount Pictures ausgeliehen, um Crawford einen Partner von entsprechender Bedeutung an die Seite zu stellen. Die Dreharbeiten verliefen schleppend und zogen sich bis ins Frühjahr 1933 hin. Die Luftkämpfe wurden auf dem Militärflugplatz March Field in Kalifornia gefilmt, wobei General Douglas MacArthur als technischer Berater herangezogen wurde. Hawks verwendete daneben Sequenzen aus Howard Hughes Hell’s Angels sowie Aufnahmen, die er für Start in die Dämmerung gedreht, aber nicht verwendet hatte.
Die Geschichte spielt 1916/1917 und die Frauenmode der damaligen Zeit unterschied sich erheblich von der Mode, die 1933 aktuell war. Crawford, die im Ruf stand, eine der bestangezogenen Schauspielerinnen von Hollywood zu sein, trägt während der gesamten Handlung Kostüme, die nicht einmal ansatzweise authentisch sind. Mehrfach führt Crawford kurze Röcke in die Handlung ein, die gerade bis zum Knie gehen. 1916 war die Saumlänge für Damen der Gesellschaft ganz knapp über dem Knöchel. Später in der Geschichte haben einige Mäntel und Kostüme von Crawford deutlich ausgeprägte Schulterpolster, die jedoch erst 1930 von Elsa Schiaparelli in die Haute-Couture eingeführt wurden und von Gilbert Adrian 1932 in dem Film Letty Lynton speziell für die Garderobe von Joan Crawford erstmals in einen Hollywood-Film übernommen wurde.
In späteren Jahren war die Schauspielerin nicht sehr angetan von ihrem Auftritt:

„Ich fühlte mich extrem unwohl mit einem britischen Akzent in "Today We Live". Aber wenn eine Dame unter der Regie von Howard Hawks neben Gary Cooper, Robert Young und Franchot Tone spielt, dann sollte sie sich nicht zu sehr beschweren.“

## Kinoauswertung
Eine erste Fassung hatte die für die damalige Zeit ungewöhnlich lange Laufzeit von 135 Minuten, die nach einigen Previews auf 115 Minuten zusammengeschnitten wurde. Die abschließenden Kosten beliefen sich auf 663.000 US-Dollar, was dem Durchschnittsbudget des Studios für eine A-Produktion entsprach. Der Film floppte an der Kinokasse und spielte in den USA lediglich 590.000 Dollar ein, was erheblich unter dem sonstigen Durchschnitt für einen Crawfordfilm lag. Im Ausland konnte der Film 445.000 Dollar realisieren, was bei einem kumulierten Gesamtergebnis von 1.035.000 Dollar dem Studio am Ende einen Verlust von 23.000 Dollar bescherte. Nach dem vorangegangenen finanziellen Reinfall von Rain war Crawfords Karriere nunmehr ernstlich in Gefahr.

## Kritiken
Die meisten Kritiken waren bestenfalls verhalten und bemängelten die fehlende Logik der Handlung sowie die anachronistischen Kostüme von Joan Crawford.
Mordaunt Hall meinte in der New York Times:

„Miss Crawford, die den Zuschauer nie davon überzeugt, eine Engländerin zu sein, gibt eine handwerklich solide und ernsthafte Darstellung. [Der Film] ist vage und langweilig.“

Richard Watts Jr. war in New York Herald Tribune noch kritischer:

„"Today We Live" ist rein von der Optik her ein beeindruckender und wirklich dramatischer Film. […]. Die Luftkämpfe sind ungemein aufregend, allerdings sind solche Darstellungen mittlerweile so häufig auf der Leinwand zu sehen gewesen, dass sie mehr oder weniger Standardrepertoire für diese Art von Filmen sind. […] Miss Crawford ist durchaus überzeugend, auch wenn sie nicht unbedingt aussieht wie jemand, der Boyce-Smith heißt. [Der Film] verbringt die meiste Laufzeit damit, dass Robert Young und Franchot Tone sich dankbar opfern, um Gary Cooper künftig glücklich mit Miss Joan Crawford leben zu lassen. Meiner Meinung nach war das ein zu großes Opfer.“